# Juliusz Bruna
Juliusz Bruna (ur. 14 marca 1876 w Mezőlaborc, zm. 1 czerwca 1950 w Sanoku) – polski urzędnik przemysłu prywatnego, działacz samorządowy i społeczny.

## Życiorys

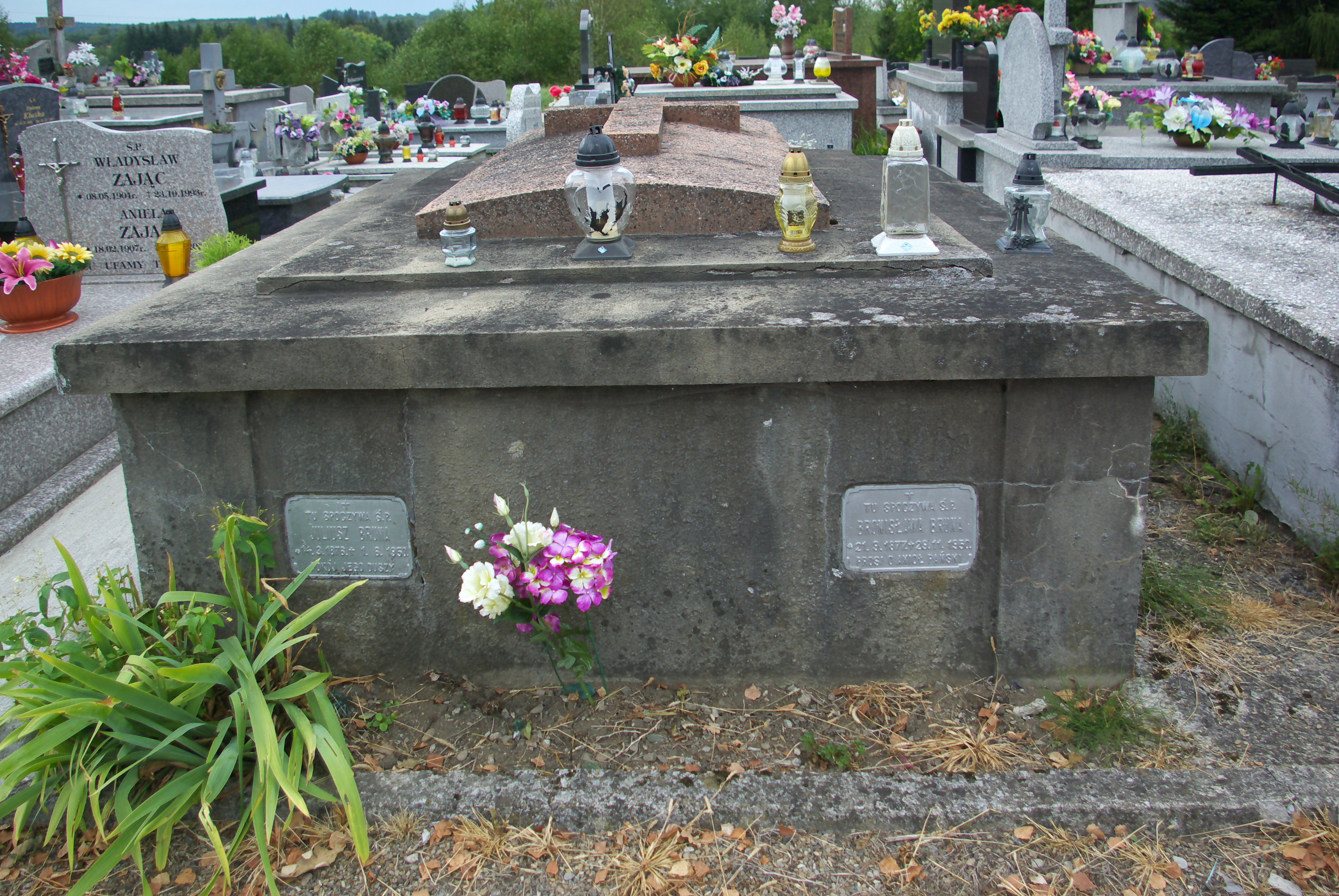
Grobowiec Juliusza i Bronisławy Brunów

Juliusz Bruna urodził się 14 marca 1876 w Mezőlaborc w rodzinie narodowości polskiej i wyznania rzymskokatolickiego. Był synem Józefa (konduktor w kolei żelaznej) i Marii z domu Reizak.
Ukończył siedem klasy szkoły powszechnej w Przemyślu oraz kurs buchalterii i rachunkowości na Politechnice Lwowskiej. Po uzyskaniu wykształcenia od 1894 do 1896 pracował na stanowisku sekretarza naczelnika stacji kolejowej Nowy Zagórz. Od 1896 był zatrudniony w Fabryce Wagonów i Maszyn w Sanoku, początkowo jako rachunkowy, a później do 1919 jako naczelnik działu magazynowego i kalkulacji. W 1907 był sekretarzem komitetu Fundacji Zapomogowej im. Kazimierza Lipińskiego, założyciela tego zakładu. Uchwałą z 17 listopada 1917 został uznany przynależnym do gminy Sanok. Był członkiem sanockiego gniazda Polskiego Towarzystwa Gimnastycznego „Sokół” (1906, 1912, 1920, 1921, 1922, 1924), w 1907 wybrany zastępcą wydziałowego. Zamieszkiwał w Posadzie Olchowskiej. Na początku 1907 został członkiem komisji rewizyjnej Czytelni Chrześcijańskiej „Ogniwo” w Sanoku. W 1910 został wybrany radnym tamtejszej gminy. Został przysięgłym głównym przy C. K. Sądzie Obwodowym w Sanoku. Po wybuchu I wojny światowej na początku września 1914 wraz z dyrektorem sanockiej fabryki, Ludwikiem Eydziatowiczem, przyjął tamże przebywający w Sanoku Legion Wschodni. Od 16 września 1914 wraz z bliskimi przebywał w Wiedniu.
W 1920 był założycielem pierwszej w Polsce huty szkła w Krośnie, opartej na gazie ziemnym. Funkcję jej dyrektora pełnił do 1928. Od jesieni 1928 był kierownikiem biur w utworzonej wówczas fabryce gumy w Krośnie. Pracował tam do 1932. W 1933 przeszedł na emeryturę. Od tego czasu oddawał się działalności społecznej.
Pozostawał radnym gminy Posada Olchowska na przełomie lat 20./30. niepodległej II Rzeczypospolitej. W 1931 był jednym z reprezentantów tejże gminy w komisjach, które miały prowadzić rozmowy w Wydziale Powiatowym w sprawie przyłączenia gminy do miasta Sanoka. W 1931 został członkiem Zarządu Tymczasowego Sanoka w czasie przyłączenia do miasta Posady Olchowskiej; był wówczas działaczem BBWR. W okresie swojej działalności w radzie gminy Posada Olchowska pełnił funkcję asesora zarządu gminnego od 1904 do 31 marca 1937. Był tamże współzałożycielem Kasy Stefczyka, którą prowadził od 1910 (umieszczona w domu gminnym), przyczynił się do wybudowania w Posadzie budynku 7-klasowej Szkoły Powszechnej im. Tadeusza Kościuszki oraz kościoła rzymskokatolickiego i do zakupu gruntu pod plebanię tegoż.
Sprawował mandat radnego Rady Miasta Sanoka, wybrany w 1934, w połowie 1939 ponownie wybrany w ostatniej w historii II Rzeczypospolitej kadencji i pełnił funkcję ławnika. Został zastępcą wybranego 25 maja 1937 burmistrza Sanoka, Maksymiliana Słuszkiewicza i pełnił tę funkcję do 1939. Funkcję burmistrza pełnił niezawodowo. W drugiej połowie lat 30. zasiadał w radzie nadzorczej Komunalnej Kasy Oszczędności Królewskiego Wolnego Miasta Sanoka, funkcjonującej w budynku przy ul. Tadeusza Kościuszki 4. Przed 1939 zamieszkiwał przy ulicy Gen. Pierackiego 18 w Sanoku (obecna ulica Kolejowa).
U schyłku II wojny światowej, po nadejściu frontu wschodniego i wkroczeniu do Sanoka Armii Czerwonej, radziecki oficer Armii Czerwonej ppłk Fiodor Jarygin – dowódca 258 pułku 140 Syberyjskiej Dywizji Piechoty, który stanął na czele Wojennej Komendantury Miasta, mianował Józefa Bubellę na stanowisko burmistrza miasta 10 sierpnia 1944, który jednak po przejęciu władzy w mieście przez Powiatowy Komitet Polskiej Partii Robotniczej, został usunięty z urzędu burmistrza. Powołany na to stanowisko Juliusz Bruna analogicznie utracił wkrótce urząd (w listopadzie 1944 burmistrzem został Stanisław Lisowski). 25 września 1944 przewodniczył zebraniu międzypartyjnemu, podczas którego z ramienia Koła Demokratycznego został wybrany delegatem do Tymczasowej Powiatowej Rady Narodowej w Sanoku i mianowany III wiceprzewodniczącym prezydium PRN. Podczas pierwszego posiedzenia PRN w Sanoku 2 października 1944 był wiceprzewodniczącym.
Juliusz Bruna zmarł 1 czerwca 1950 w Sanoku. Został pochowany na Cmentarzu Posada w Sanoku.
7 września 1899 poślubił Bronisławę z domu Józefczyk (ur. 21 września 1877 w Chyrowie, córka Jana Józefczyka – konduktora kolei żelaznej, zm. 29 listopada 1950). Mieli synów Tadeusza (ur. 1900), córki Kazimierę Marię (ur. 1902, zamężna z kpt. WP Karolem Zwolińskim), Stefanię (1906-1908).

## Odznaczenie
- Złoty Krzyż Zasługi (13 czerwca 1950, wraz z Bronisławą odznaczeni w grupie osób wyróżnionych „za przeżycie przeszło 50 lat w jednym związku małżeńskim”)[39][b]